# Епархия Такамацу
 Епархия Такамацу  (лат. Dioecesis Takamatsuensis) — бывшая епархия Римско-Католической церкви с центром в городе Такамацу, Япония. Епархия Такамацу входила в митрополию Осаки. Кафедральным собором епархии Такамацу являлся собор Сакурамати.

## История
27 января 1904 года Святой Престол учредил апостольскую префектуру Сикоку, выделив её из архиепархии Осаки.
13 сентября 1963 года Римский папа Павел VI выпустил буллу «Catholicae Ecclesiae», которой преобразовал апостольскую префектуру Сикоку в епархию Такамацу.
15 августа 2023 года Папа Франциск образовал митрополию Осаки—Такамацу путём слияния архиепархии Осаки и епархии Такамацу

## Ординарии епархии
- священник Иосиф Мария Альварес OP[2] (26.12.1904 — 1931);
- священник Модесто Перес OP (1935—1940);
- епископ Франциск Ксаверий Эйкити Танака (13.09.1963 — 11.01.1977);
- епископ Иосиф Сатоси Фукахори (7.07.1977 — 14.05.2004);
- епископ Франциск Ксаверий Осаму Мидзобэ SDB (14.05.2004 — 25.03.2011);
- епископ Иоанн Эйдзиро Сува (25.03.2011 — 26.09.2022).

## Источник
- Annuario Pontificio, Libreria Editrice Vaticana, Città del Vaticano, 2003, ISBN 88-209-7422-3
- Булла Catholicae Ecclesiae  (лат.)